# Pattern Recognition Receptors
Als Pattern Recognition Receptors (PRRs, dt. etwa ‚Mustererkennungsrezeptoren‘) wird eine Vielzahl unterschiedlicher Proteine bezeichnet, die Pathogene und Zellschäden anhand von charakteristischen Mustern erkennen – den PAMPs und DAMPs. Als Auslöser einer komplexen Signalkaskade sind die PRR wesentlich an der Einleitung einer Immunantwort beteiligt. Oft werden sie auch als Pathogen Recognition Receptors oder als Primitive Pattern Recognition Receptors bezeichnet, da diese angeborenen Abwehrmechanismen schon lange vor der Entstehung der adaptiven Immunabwehr angewendet wurden. Die meisten PRR sind an die Oberfläche / an der Zellmembran von Immunzellen gebunden oder befinden sich in deren Zellinneren. Nur wenige PRRs kommen frei löslich im Blut vor. Aufgrund struktureller Ähnlichkeiten werden die zellgebundenen PRRs in mehrere Rezeptorfamilien unterteilt.

## Einordnung in das Immunsystem
Bei einer Entzündung handelt es sich um eine Schutzmaßnahme von menschlichem und tierischem Gewebe, um sich vor Krankheitserregern zu schützen und gegebenenfalls den Heilungsprozess des geschädigten Gewebes einzuleiten.
Hierbei übernimmt das angeborene Immunsystem als wichtigster Beteiligter eine Schlüsselrolle; Hauptaufgabe ist die Erkennung und Bekämpfung schädlicher Eindringlinge, ohne dass der Organismus zwingend mit dem Erreger Kontakt gehabt haben muss. Schafft es also ein Mikroorganismus die Epithelbarriere zu überwinden, greift das angeborene Immunsystem in Form von Makrophagen, natürlichen Killerzellen und neutrophilen Granulozyten ein.
Bevor es jedoch zu einer effektiven Wirkung des angeborenen Immunsystems kommen kann, muss die fremde Struktur erst durch Keimbahn-codierte Rezeptoren erkannt werden. Diese Rezeptoren werden unter dem Oberbegriff Pattern Recognition Receptors (PRR) zusammengefasst.
Die Erkennung wird erst durch Pathogen-assoziierte molekulare Muster (PAMPs) ermöglicht. Das sind spezifische, für das Überleben oder die Funktion des Erregers zwingend notwendige Muster und Codierungen, sodass eine Veränderung dieser Strukturen nahezu unmöglich ist.
PRRs auf der Zelloberfläche können die Phagozytose von Pathogenen ermöglichen oder aktivierende Signale in die Zelle weiterleiten. Die Aktivierung der Immunzellen ist auch die Hauptfunktion aller intrazellulären PRRs. Immunzellen können auf diese Aktivierung auf vielfältige Weise reagieren, etwa durch Freisetzung von löslichen Verteidigungsmolekülen, durch Abtöten von infizierten Zellen oder durch eine verbesserte Fähigkeit zur Antigenpräsentation.
Allerdings gibt es auch andere Möglichkeiten, um nicht körpereigene Strukturen festzustellen. Beispielsweise können die meisten körpereigene Zellen von fremden Strukturen durch den Haupthistokompatibilitätskomplex (MHC) unterschieden werden.

## Lösliche PRRs
Ein gut untersuchter löslicher PRR ist das Mannose-bindende Lektin. Dieses Plasmaprotein bindet an bakterielle Membranoberflächen, die eine bestimmte Raumanordnung und einen spezifischen Abstand der Mannose- und Fucosereste aufweisen. Diese Bindung löst die Komplement-Kaskade aus; die Bakterien sind für die Phagocytose empfänglicher. Die Benetzung der Membranoberfläche von Bakterien mit Proteinen, die ihre Phagocytose erleichtern, wird Opsonisierung genannt.
MBL ist Teil der Collektin-Proteine. Diese enthalten sowohl eine kollagenähnliche als auch eine lektinähnliche Domain. Andere Mitglieder dieser Familie sind die SP-A (surfacant protein A) und SP-D (surfacant protein D), die sich im flüssigen Milieu der Epithelzellen der Lunge befinden. Das Mannose-bindende Lektin weist dabei alle wichtigen Strukturmerkmale der Collektin-Proteine auf: Es hat zwei bis sechs Cluster mit CRDs (carbohydrate recognition domains). In jedem der Cluster befinden sich die Kohlenhydrat-Bindestellen an einem festen Ort, was die Grundlage für die spezifischen Erkennung darstellt. Außerdem weist das Protein noch eine Kollagen-Tripelhelix als Bindestelle für Proteine, eine gewundene alpha-helikale Coiled-Coil-Struktur, als Verbindungsstück zwischen Kohlenhydrat- und Protein-Bindestelle und eine N-terminale cysteinreiche Domäne auf.

## Oberflächen-PRRs

### Scavenger-Rezeptoren
Die Scavenger-Rezeptoren (engl. scavenger ‚Straßenfeger‘) ermöglichen Fresszellen die Phagozytose von Pathogenen. Insgesamt wurden mindestens neun unterschiedliche Rezeptoren nachgewiesen, die auf Grund von Strukturmerkmalen in unterschiedliche Klassen (SR-A, -B, -C usw.) aufgeteilt werden. SR-A1 kommt vor allem in Makrophagen vor und bindet an unterschiedlichste polyanionische Liganden, was unter anderem die Aufnahme von Bakterien (sowohl Gram-positiv als auch -negativ) und toten Zellen ermöglicht. Die Bedeutung dieses Rezeptors wird dadurch unterstrichen, dass zumindest in Mäusen bei Abwesenheit von SR-A bestimmte Bakterien nicht mehr wirksam abgewehrt werden können.

### C-Typ Lektin-Rezeptoren
Diese Rezeptoren sind ebenfalls an der Phagozytose von Pathogenen beteiligt. Die Bindung an unterschiedlichste Erreger wie Bakterien, Viren, Pilze und Parasiten erfolgt über eine Calcium-abhängige Erkennung von typischen Zuckerverbindungen, C-Typ Lektin-Rezeptoren sind also Glykorezeptoren. Zu den ungefähr zehn verschiedenen Mitgliedern dieser Familie zählt auch der Mannose-Rezeptor der Makrophagen, der Erreger auf eine ähnliche Weise erkennt wie das Mannose-bindende Lektin.
Beim Ebolavirus spielt der Glykorezeptor „liver and lymph node sinusoidal endothelial cell C - type lectin“ (LSECtin) eine wesentliche Rolle für die Wirkung des viralen Oberflächenglykoproteins (GP).

### Toll-like receptors(TLRs)
TLRs erkennen unterschiedlichste Bestandteile von Bakterien, Viren, Pilze und Protozoen und lösen eine starke Aktivierung der Immunzellen aus, unter anderem über den Transkriptionsfaktor NF-κB. Alle elf Mitglieder dieser Familie sind membranständige Rezeptoren. Einige davon an der Zellmembran, andere befinden sich in intrazellulären Organellen.

## Intrazelluläre PRRs

### NOD-like receptors(NLRs)
Von den mehr als 23 Varianten im humanen Genom sind nur wenige gut untersucht. Diese erkennen Bakterien und rufen eine Aktivierung der Immunzellen durch Mobilisierung des Transkriptionsfaktors NF-kB und dem Interleukin-1-aktivierenden Enzym Caspase-1 hervor. Diese Rezeptorfamilie weist strukturelle Ähnlichkeiten mit einer Klasse von Abwehrstoffen in Pflanzen auf, den R-Proteinen.

### RIG-I-ähnliche Proteine (RLRs)
Die drei bisher bekannten Mitglieder der Familie sind das namensgebende RIG-I, MDA5 (melanoma differentiation-associated protein 5) und LGP2. Die typischen Strukturelemente sind die zwei N-terminalen CARD-Domänen (caspase recruitment domains), die zentrale DEAD-box-Helicase mit ATPase-Aktivität und eine C-terminale regulierende Domäne.
Die RLRs sind im Gegensatz zu den TLRs im Cytoplasma lokalisiert und können doppelsträngige RNA (dsRNA) detektieren. Somit sind sie in der Lage dsRNA-Viren und ssRNA-Viren, bei denen dsRNA als Zwischenprodukt der Replikation entsteht, zu finden.
RIG-I erkennt v. a. die Paramyxoviridae wie z. B. die Newcastle-Krankheit oder Parainfluenza. Auch Hepatitis C kann gefunden werden. MDA5 ermöglicht eine rasche Immunantwort auf die Gruppe der Picornaviridae, wie auch den Mengovirus und EMCV. Einige Flaviviren, wie das Denguefieber und der West-Nil-Virus können sowohl von MDA5 als auch von RIG-I detektiert werden.
Im Gegensatz zu MDA5 entdeckt RIG-I relativ kurze dsRNA (bis zu 1000 bp). Zu einer Verstärkung der IFN-induzierenden Wirkung führt dabei die Anwesenheit eines Triphosphats am 5‘-Ende. Technisch synthetisierte ssRNA mit einer 5‘-terminalen Triphosphatgruppe hat keinen Einfluss auf die Ausschüttung von Interferon, wodurch festgestellt wurde, dass für eine Aktivierung von RIG-I doppelsträngige RNA notwendig ist. Auch dsRNA mit nur einer Monophosphatgruppe oder ohne Phosphatgruppe führt zu einer entsprechenden, wenn auch schwächeren Immunantwort als bei Triphosphaten. Noch ist nicht bekannt, ob spezielle RNA-Sequenzen für die Erkennung durch RIG-I nötig sind.